# Hualaihué
Hualaihué este o comună din provincia Palena, regiunea Los Lagos, Chile, cu o populație de 8.720 locuitori (2012) și o suprafață de 2787,7 km2.